# Trani Cup 2003
Il Trani Cup 2003 è stato un torneo di tennis facente parte della categoria ATP Challenger Series nell'ambito dell'ATP Challenger Series 2003. Il torneo si è giocato a Trani in Italia dal 28 luglio al 3 agosto 2003 su campi in terra rossa.

## Vincitori

### Singolare
Martín Vassallo Argüello ha battuto in finale  Francisco Fogues-Domenech con il punteggio di 6–3, 7–5

### Doppio
Mariano Delfino /  Matias O'neille hanno battuto in finale  Leonardo Azzaro /  Gergely Kisgyorgy con il punteggio di 6–3, 6–3